# Tulsa, Oklahoma
Tulsa (IPA [ˈtʌlsə]) je drugo največje mesto v ameriški zvezni državi Oklahoma. Po oceni za leto 2007 ima mesto približno 384.000 prebivalcev, celotno velemesto pa nekaj čez 900.000.
Tulsa leži v severovzhodnem delu Oklahome ob reki Arkansas. To območje je znano po pogostih tornadih, zaradi česar je mesto pogosto izpostavljeno skrajnim vremenskim razmeram.
Mesto so leta 1836 ustanovili staroselci plemena Creek in ga poimenovali »Tallasi«, kar naj bi pomenilo »Staro mesto«. Današnje ime »Tulsa« je različica prvotnega imena. Leta 1898 je Tulsa dobila mestne pravice in prvega župana. Leta 1921 so v Tulsi potekali eni najhujših rasnih nemirov 20. stoletja v ZDA, ki so povsem opustošili mesto.
Večji del 20. stoletja je bilo mesto med vodilnimi središči ameriške naftne idustrije; od tod tudi vzdevek Svetovna naftna prestolnica (Oil Capital of the World). V zadnjih desetletjih je prišlo do razpršitve dejavnosti na energetski, finančni, letalski, telekomunikacijski in tehnološki sektor. Tulsa ima tudi rečno pristanišče na reki Arkansas, preko katerega ima kljub svoji kontinentalni legi dostop do mednarodnih voda.
Tulsa je tudi pomembno kulturno središče. V mestu se nahajajo dva ugledna umetnostna muzeja, opera in balet, znano pa je tudi po svoji arhitekturi v slogu art déco. Hkrati velja Tulsa za eno najugodnejših mest v ZDA za življenje.

## Pobratena mesta
Tulsa je pobratena z osmimi mesti:
- Beihai, Kitajska
- Celle, Nemčija
- Amiens, Francija
- San Luis Potosi, Mehika
- Tiberias, Izrael
- Utsunomiya, Japonska
- Zelenograd, Rusija
- Kaohsiung, Tajvan